# Ô Lạp

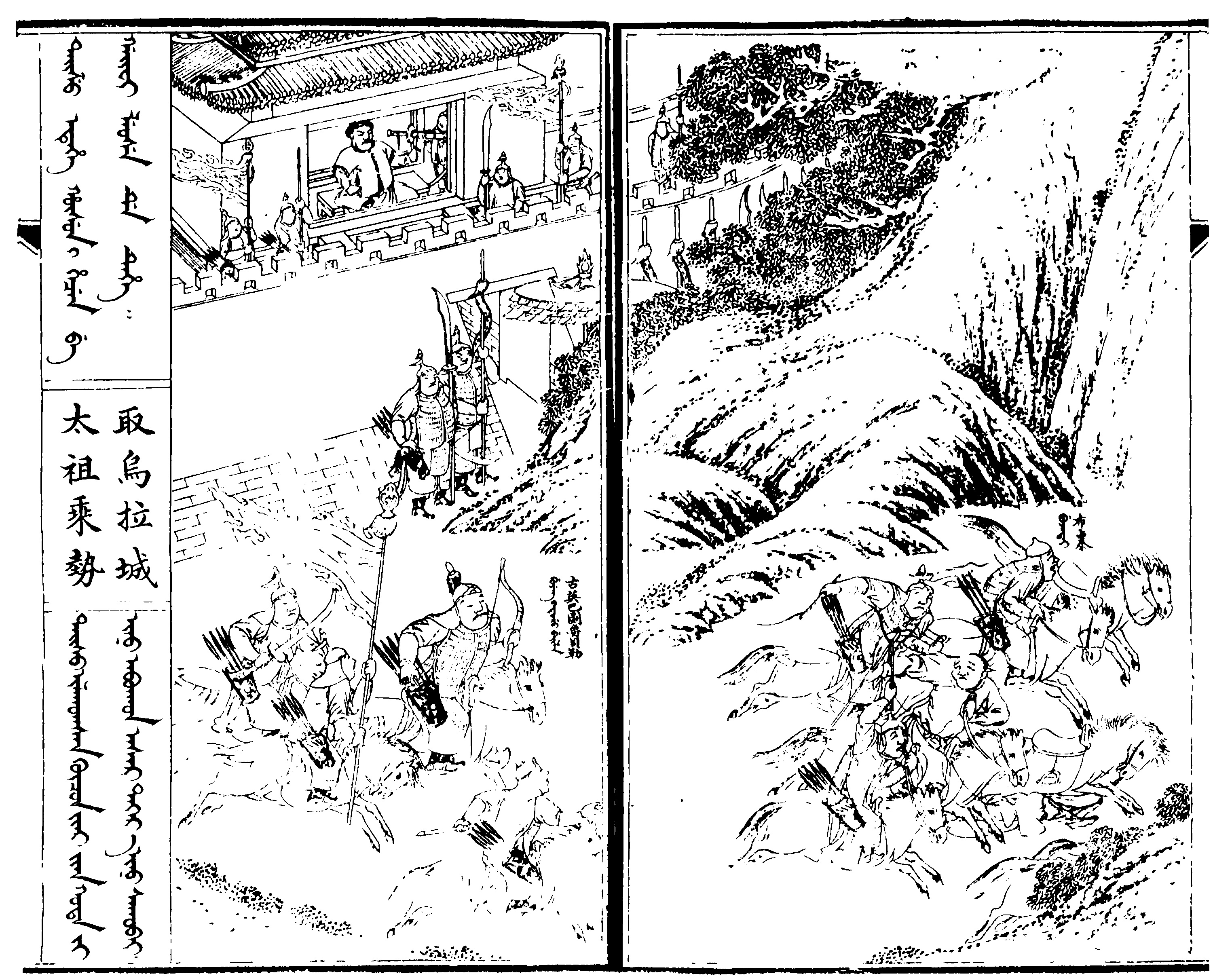
Minh họa cuộc chiến Ô Lạp thành, đánh dấu sự sụp đổ hoàn toàn của Ô Lạp trước quân Kiến Châu.

Ô Lạp (phiên âm tiếng Mãn: Ula, tiếng Trung: 乌拉; bính âm: Wūlā), cũng phiên thành Ô Lạt (乌喇), Ngột Lạt (兀喇), Ngô Lạt (吴喇), Ô Lạp (乌腊) hay Hồ Lung (胡笼), Triều Tiên xưng gọi Hốt Ôn (忽温), là một thị tộc Ná Lạp Nữ Chân, một trong những bộ tộc cổ xưa nhất, từng cư trú gần sông Tùng Hoa, nay thuộc khu Long Đàm, thành phố Cát Lâm, tỉnh Cát Lâm.
Chữ ["Ô Lạp"] trong tiếng Mãn có nghĩa là ["Ven sông"; 江], bởi vì đô thành của quốc gia này nằm ở khu vực sông Tùng Hoa. Vào thời cuối nhà Minh, Ô Lạp đạt đến cực thịnh, khá phồn hoa nên có câu "Trước có Ô Lạp, nay có Cát Lâm". Và do cư trú ở vùng sông Tùng Hoa, nhà Minh cũng gọi họ thành [Giang di; 江夷].

## Lịch sử
Vào thời kỳ sau của nhà Minh, Ô Lạp là một trong tứ bộ của Hải Tây Nữ Chân, do Ô Lạp Na Lạp thị quản lý và họ có cùng tổ tiên với Cáp Đạt. Gia tộc trị vì Ô Lạp, tức được gọi là [Ô Lạp Na Lạp thị; 乌拉那拉氏] có tổ tiên là Nạp Tề Bố Lộc (纳齐布禄), một hậu duệ của gia tộc Hoàn Nhan thị của nhà Kim. Ông sáng lập quốc gia [Hỗ Luân quốc; 扈倫國], một liên minh bộ quốc quan trọng trong lịch sử của người Nữ Chân.
Năm 1561, hậu duệ của [Nạp Tề Bố Lộc là Bố Nhan sáng lập Ô Lạp quốc, tự xưng Bối lặc, Ô Lạp quốc cũng trở thành một bộ quốc hùng mạnh. Mới đầu, ông phụ thuộc vào người anh cùng tộc là Cáp Đạt hãn Vương Đài, nhân đó dần tạo nên thế lực, là người làm chủ của liên minh các bộ quốc Hỗ Luân.
Vương Đài chết, con trai tranh nhau Hãn vị, Bố Nhan liền đem Ô Lạp tách khỏi ảnh hưởng của Cáp Đạt mà gầy dựng thế lực. Ô Lạp quốc về sau nổi lên và xảy ra cọ xát với Kiến Châu của Nỗ Nhĩ Cáp Xích. Trong trận Cổ Lặc Sơn, Ô Lạp là một chủ lực trong liên minh 9 bộ của Diệp Hách để chống lại Kiến Châu, song cuối cùng thảm bại, Bối lặc của Ô Lạp là Bố Chiếm Thái bị bắt. Sau đó, Nỗ Nhĩ Cáp Xích bồi dưỡng Bố Chiếm Thái, đưa về Ô Lạp kế vị và hai bên kết liên minh, có 5 lần hòa thân và 7 lần lập minh ước. Tuy nhiên sau khi Bố Chiếm Thái được tha về đã bội minh, do không muốn thần phục Nỗ Nhĩ Cáp Xích, lại ngầm liên kết với Diệp Hách, tự xưng làm Hãn.
Năm 1607, Ô Lạp tham gia Chiến dịch Ô Kiệt Nham giao tranh với Kiến Châu, cuộc chiến này làm cho Ô Lạp thất bại thảm hại và buộc phải rời khỏi khu vực sông Đồ Môn, khiến cho Kiến Châu ăn mòn đất Ô Lạp không thể cứu vãn được. Cuối cùng vào năm 1613, Nỗ Nhĩ Cáp Xích dẫn 30.000 quân tấn công Ô Lạp, chính là Chiến dịch Ô Lạp thành. Bối lặc Bố Chiếm Thái đào thoát đến Diệp Hách rồi chết nơi đất khách.
Hiện nay, tại trấn dân tộc Mãn Ô Lạp Nhai của thành phố Cát Lâm, tỉnh Cát Lâm vẫn còn có thể trông thấy các di chỉ của thành cổ Ô Lạp.